# Nazionale maschile di calcio dell'Iraq
La nazionale di calcio dell'Iraq (in arabo منتخب العراق لكرة القدم‎?, curdo: ھەڵبژاردەی تۆپی پێی عێراق) è la squadra nazionale di calcio dell'Iraq ed è controllata dalla Federazione calcistica dell'Iraq.
Si è laureata campione d'Asia nel 2007, battendo in finale l'Arabia Saudita per 1-0. Nell'occasione la selezione irachena fu autrice di una delle imprese sportive più clamorose nella storia del calcio, in considerazione della maggiore preparazione delle avversarie, che godevano di tutti i favori del pronostico, e alleviò in parte le sofferenze di un paese martoriato dalla guerra. In Coppa d'Asia conta anche due quarti posti, ottenuti nel 1976 e nel 2015.
Ha vinto, inoltre, quattro Coppe delle nazioni del Golfo, quattro Coppe arabe, una medaglia d'oro ai Giochi asiatici, una medaglia d'oro ai Giochi panarabi e un campionato dell'Asia occidentale, competizione in cui conta anche due secondi posti, un terzo posto e due quarti posti.
Ha partecipato a una fase finale della Coppa del mondo, nel 1986, chiudendo con l'eliminazione al primo turno, e a una edizione della Confederations Cup, quella del 2009, in cui la squadra è stata eliminata al primo turno. Alle Olimpiadi ha raggiunto come massimo risultato i quarti di finale quando ancora si trattava di un torneo riservato alle nazionali A, mentre a livello di nazionale Under-23 il miglior traguardo olimpico è il quarto posto raggiunto ad Atene 2004.
Nella classifica mondiale della FIFA, istituita nell'agosto 1993, l'Iraq vanta quale miglior piazzamento il 39º posto dell'ottobre 2004, mentre il peggiore è il 139º posto del luglio 1996. Occupa il 63º posto della graduatoria.

## Storia

### Esordi
Nel 1923 una squadra irachena nota come undici di Baghdad, controllata dalla Federazione calcistica di Baghdad, iniziò a giocare partite di calcio contro squadre dell'esercito britannico. Ben presto l'associazione calcistica di Baghdad fu sciolta.
L'8 ottobre 1948 fu fondata la Federazione calcistica dell'Iraq, che si affiliò alla FIFA nel 1950. La nazionale irachena giocò la sua prima partita il 2 maggio 1951 contro l'undici di Bassora, pareggiando per 1-1. L'esordio internazionale dell'Iraq avvenne in a Beirut, Libano, il 19 ottobre 1957, nella seconda edizione dei Giochi panarabi: contro il Marocco finì 3-3, con reti irachene di Ammo Baba, Youra Eshaya e Fakhri Mohammed Salman. L'Iraq fu poi eliminato nella fase a gironi del torneo. Ammo Baba fu un discreto calciatore e poi un affermato allenatore in patria. Faceva parte di quella squadra anche Youra Eshaya, che nel 1954 divenne il primo calciatore iracheno a giocare in un campionato europeo vestendo la maglia del Bristol Rovers. Egli trascorse 18 mesi nella terza squadra e nella squadra riserve del club inglese, prima di fare ritorno in Iraq nel 1955.

### Dal 1960 al 1980
Nel 1962 l'Iraq ingaggiò il primo commissario tecnico straniero, il rumeno Cornel Drăgușin. Vinse il suo primo trofeo mettendo in bacheca la Coppa araba 1964 organizzata in casa, con un bilancio di tre vittorie e un pareggio in quattro partite. Ai Giochi panarabi del 1965 al Cairo l'Iraq fece la sua seconda partecipazione al torneo, ma fu eliminato ancora una volta nella fase a gironi. L'anno dopo perse la finale del Torneo delle Fiere di Tripoli contro il Marocco, ma vinse anche la Coppa araba 1966 battendo in finale la Siria per 2-1. Nel 1967 si aggiudicò il Torneo delle Fiere di Tripoli con due vittorie e un pareggio e due anni dopo finì quinto alla Coppa dell'Amicizia 1969 in Iran.
Nel 1972 ospitò la Coppa delle nazioni palestinesi, dove raggiunse la finale e perse contro l'Egitto. Esordì in Coppa d'Asia proprio nell'edizione del 1972, ma concluse il torneo senza vittorie.
Nel marzo 1973 l'Iraq giocò il suo primo match di qualificazione alla Coppa del mondo. Classificatosi secondo nel gruppo 2 delle qualificazioni AFC/OFC al campionato del mondo 1974, a un punto dalla capolista l'Australia, non poté dunque accedere al turno successivo. Per il resto degli anni '70 raggiunse il secondo turno dei Giochi asiatici del 1974, perse la finale della Coppa delle nazioni palestinesi 1975, perse la finale della Coppa delle nazioni del Golfo 1976, si piazzò quarto alla Coppa d'Asia 1976, perse due finali consecutive del Torneo Merdeka (1977 e 1978), si classificò quarto ai Giochi asiatici del 1978 e infine organizzò e vinse la Coppa delle nazioni del Golfo 1979. La Coppa d'Asia 1976 sarebbe stata l'unica edizione con l'Iraq presente alla fase finale per i successivi vent'anni, dato che la nazionale irachena si sarebbe ritirata dalle successive quattro edizioni del torneo.

### Anni 1980: l'epoca d'oro
Gli anni '80 del XIX secolo furono senza dubbio l'epoca d'oro del calcio iracheno, anche se la nazionale iniziò il decennio in modo deludente, con l'eliminazione al primo turno delle qualificazioni al Mondiale di Spagna 1982. Nel 1981 l'Iraq vinse per la prima volta il Torneo Merdeka e ottenne la medaglia d'oro ai Giochi asiatici del 1982, mentre la nazionale B ottenne il terzo posto nella Coppa Marah Halim del 1983. Nel 1984 la squadra si aggiudicò sia la Coppa delle nazioni del Golfo che la Coppa Merlion. Nel 1985 l'Iraq B si piazzò quarto nel Torneo calcistico della Coppa del Presidente, in Corea del Sud. La squadra vinse poi la Coppa araba 1985 e nello stesso anno fu medaglia d'oro ai Giochi panarabi.
L'Iraq coronò tutti questi successi centrando la prima qualificazione ad un Mondiale. Si assicurò, infatti, un posto tra le finaliste di Messico 1986 eliminando la Siria nello spareggio: 0-0 a Damasco e 3-1 a Ta'if. Si trattò della prima e sinora unica qualificazione al Mondiale degli iracheni. Avendo terminato al sesto posto la Coppa delle nazioni del Golfo 1986 (anche se aveva perso tutte e tre le partite di misura), l'Iraq era ritenuto tra le squadre più deboli del Mondiale messicano. Sconfitto per 1-0 all'esordio dal Paraguay, in una partita in cui agli iracheni fu annullato un gol regolare, perse per 2-1 contro il Belgio e per 1-0 contro i padroni di casa del Messico, uscendo pertanto al primo turno. Il solo gol dell'Iraq al Mondiale fu segnato, al 58º minuto di Iraq-Belgio, da Ahmed Radhi, secondo miglior marcatore della storia della nazionale con 62 reti, alle spalle di Hussein Saeed (autore di 78 gol).
Negli anni a venire l'Iraq raggiunse i quarti di finale dei Giochi asiatici del 1986, vinse la Coppa delle nazioni del Golfo 1988, raggiunse i quarti di finale del Torneo calcistico della Coppa del Presidente del 1988, vinse la Coppa araba 1988, fu eliminato al primo turno delle qualificazioni al Mondiale di Italia 1990 e vinse la Coppa della Pace e dell'Amicizia 1989.
Complessivamente negli anni '80 l'Iraq si aggiudicò nove competizioni e disputò la fase finale di un Mondiale per la prima e unica volta nella propria storia della propria storia, risultati che fanno del decennio il periodo più fruttuoso della storia della nazionale medio orientale.

### Anni 1990: l'epoca buia
Ritiratasi dalla Coppa delle nazioni del Golfo 1990 dopo aver avanzato delle lamentele riguardo all'arbitro della partita contro gli Emirati Arabi Uniti, la nazionale irachena, dopo l'invasione del Kuwait di quell'anno, fu squalificata dal torneo e non vi avrebbe fatto ritorno fino al 2004. Per le stesse ragioni la squadra fu bandita anche dai Giochi asiatici e dalla Coppa araba e negli anni a seguire giocò solo partite amichevoli.
Nel Torneo internazionale giordano del 1992 l'Iraq fece registrare, il 18 agosto, la più larga vittoria della propria storia, battendo ad Irbid per 13-0 l'Etiopia. In quel torneo l'Iraq raggiunse la finale, ma fu sconfitto dalla Giordania per 2-0. Nel 1993 partecipò alle eliminatorie del Mondiale di Stati Uniti 1994, dove giunse l'ultimo turno di qualificazione, giocato a Doha e concluso al quarto posto in classifica. La squadra non riuscì ad ottenere un posto nella fase finale della Coppa del mondo per due soli punti. Nell'ultima partita, pareggiando per 2-2 contro il Giappone, gli iracheni privarono i nipponici di un posto a USA '94, tanto che i media giapponesi parlarono di Agonia di Doha.
L'Iraq vinse sia la Coppa Nehru 1995 che il Torneo Merdeka 1995. Presenti alla Coppa d'Asia 1996, prima volta nel torneo dopo vent'anni, gli iracheni raggiunsero i quarti di finale, dove furono eliminati dagli Emirati Arabi Uniti a causa di un golden goal segnato da Abdulrahman Ibrahim. Nel 1996 l'Iraq occupò la 139ª posizione del ranking FIFA, il peggior piazzamento di sempre della squadra nella graduatoria mondiale.
Nel 1997 la nazionale irachena si confermò vincitrice della Coppa Nehru e fu impegnata nelle qualificazioni al Mondiale di Francia 1998, ma fu eliminata al primo turno dopo due sconfitte contro il Kazakistan. Ai Giochi panarabi 1999 raggiunse la finale contro la Giordania. Subiti quattro gol, a venti minuti iniziò una rimonta che ebbe dell'incredibile, portandosi sul 4-4 nell'arco di quattordici giri di lancette. Ai tempi supplementari il punteggio non cambiò e la Giordania vinse per 3-1 ai tiri di rigore, lasciando agli iracheni la medaglia d'argento.
Nel 1999 l'Iraq prese parte alla Coppa Internazionale dell'Amicizia, che vinse contro Emirati Arabi Uniti, Estonia e Turkmenistan.
Questo periodo è noto come epoca buia, perché coincise con gli anni di gestione di Uday Hussein, figlio del capo di Stato Saddam Hussein, che fu posto al vertice del comitato olimpico nazionale e della rappresentativa calcistica nazionale. Uday Hussein non esitò ad utilizzare metodi violenti per torturare i calciatori accusati di prestazioni negative, che erano incarcerati, costretti a fare il bagno in acque non depurate, obbligati a tirare calci a palle di cemento o sottoposti al taglio integrale dei capelli.

### Anni 2000: il primo trionfo continentale
Gli anni duemila della nazionale irachena si aprirono con il terzo posto nella prima edizione del campionato dell'Asia occidentale, nel 2000. Nella Coppa d'Asia di quell'anno l'Iraq fu eliminato ancora una volta ai quarti di finale, ma stavolta fu sconfitto per 4-1 dal Giappone.
Giunto al secondo turno delle qualificazioni AFC al campionato del mondo 2002, l'Iraq perse cinque degli otto incontri disputati in questa fase, venendo dunque eliminato. Vinse per la prima volta il campionato dell'Asia occidentale nel 2002, battendo per 3-2 in finale la Giordania dopo i tempi supplementari, pur trovandosi in svantaggio di due gol. In questa partita Younis Mahmoud segnò il suo primo gol con la nazionale in partite ufficiali proprio allo scadere dei tempi regolamentari, portando la sfida ai supplementari. Mahmoud sarebbe divenuto anni dopo il primatista di presenze con la nazionale irachena.

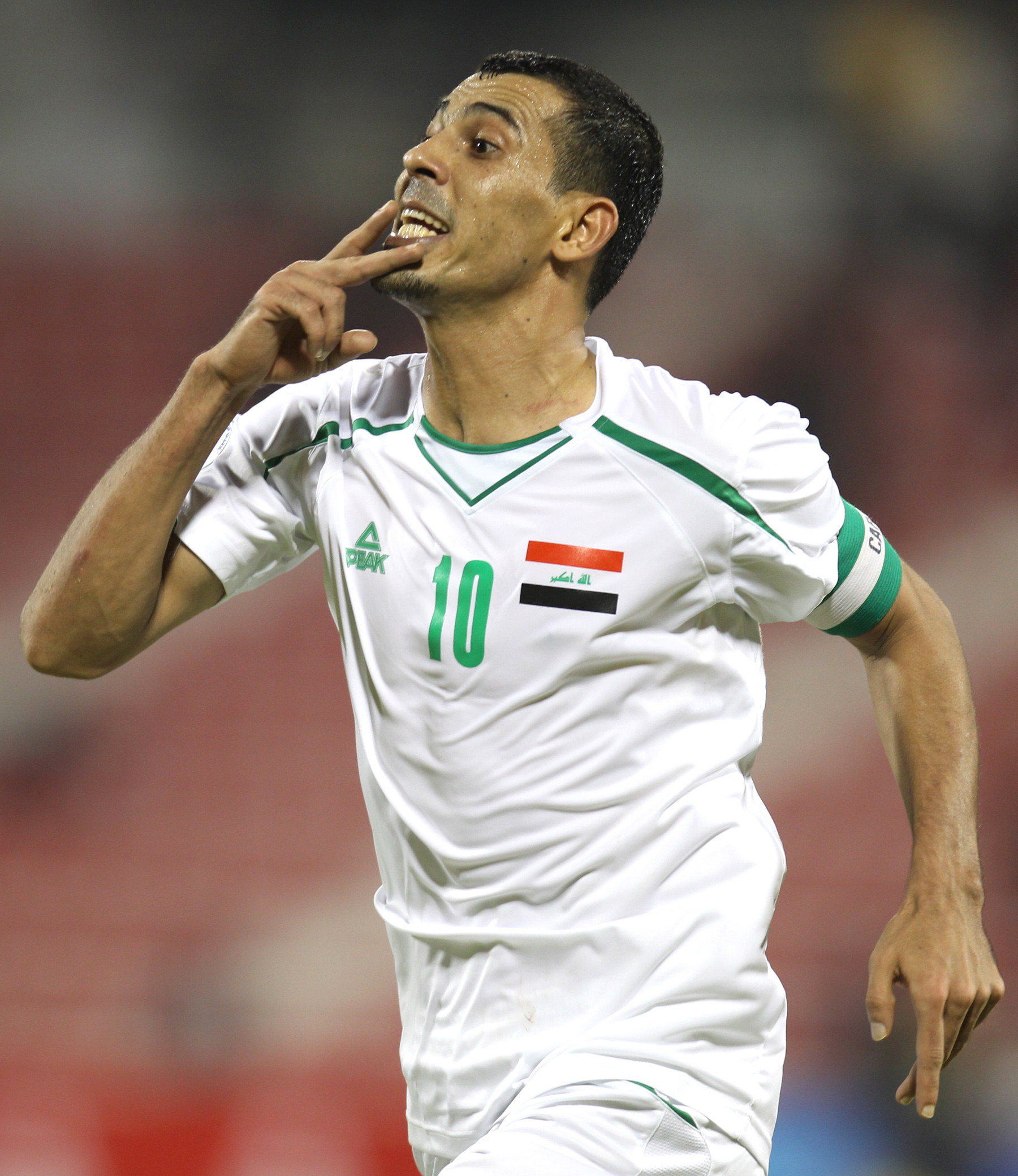
Younis Mahmoud, autore del gol che decise la finale della Coppa d'Asia 2007 in favore dell'Iraq contro l'

L'attività della nazionale proseguì anche negli anni seguenti, nonostante la guerra che nel 2003 flagellò il paese. Alle Olimpiadi di Atene 2004 la nazionale Under-23 sfiorò persino la conquista della medaglia: dopo aver battuto le più quotate Portogallo e Costa Rica e perso con il Marocco nel girone, eliminò la favorita Australia ai quarti, ma fu eliminata in semifinale dal Paraguay e fu sconfitta dall'Italia nella finale per il 3º posto.
Nel 2004 l'Iraq si piazzò quarto al campionato di calcio della Federazione calcistica dell'Asia occidentale, raggiunse i quarti di finale della Coppa d'Asia 2004 e fu eliminato al secondo turno delle qualificazioni al campionato del mondo 2006 e alla fase a gironi della Coppa delle nazioni del Golfo 2004. Nel 2004 occupò il 39º posto della classifica mondiale della FIFA, miglior posizionamento di sempre nella graduatoria.
Ai Giochi dell'Asia occidentale del 2005, alla prima partecipazione al torneo, l'Iraq vinse la medaglia d'oro battendo in finale la Siria ai tiri di rigore. Il portiere Noor Sabri parò due rigori e ne segnò uno.
Nel 2007 la squadra fu eliminata nella fase a gironi della Coppa delle nazioni del Golfo. L'eliminazione avvenne in circostanze molto controverse, dato che l'Iraq aveva cercato di stringere un accordo con l'Arabia Saudita per ottenere un pareggio che avrebbe promosso ambedue le squadre alla fase successiva. Il CT iracheno Akram Salman disse ai propri calciatori di non vincere la gara, ma i sauditi erano all'oscuro di qualsiasi accordo e vinsero la partita, eliminando gli avversari dal torneo. Qualche mese più tardi l'Iraq raggiunse la finale Campionato della Federazione calcistica dell'Asia occidentale 2007, ma perse per 2-1 contro l'Iran.

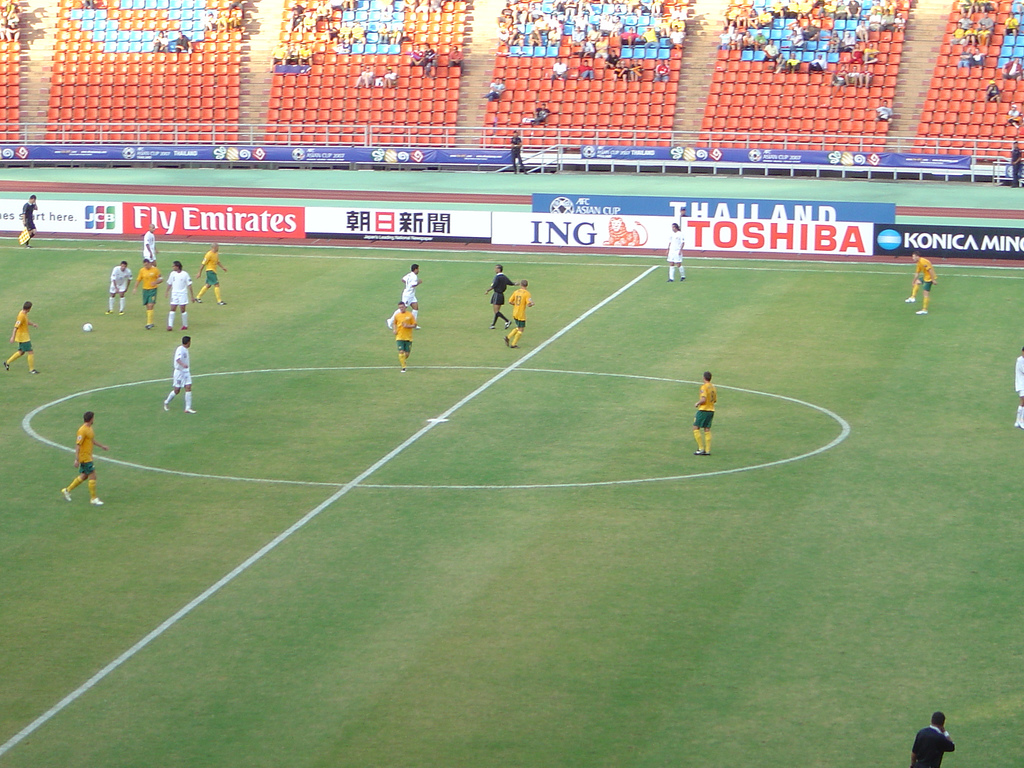
L'Iraq in campo contro l' nella fase a gironi della Coppa d'Asia 2007. L'Iraq si impose per tre reti ad una, proseguendo la propria marcia verso la vittoria del trofeo.

Nel luglio 2007 l'Iraq, guidato dal CT brasiliano Jorvan Vieira, si presentò ai nastri di partenza della Coppa d'Asia 2007. La squadra era composta sostanzialmente dagli elementi che si erano piazzati quarti alle Olimpiadi di Atene di tre anni prima e secondi ai Giochi asiatici del 2006. Questa "generazione d'oro" era molto promettente, ma Jorvan Vieira ebbe solo due mesi per preparare il torneo, data la scarsità di strutture adeguate ad accogliere i calciatori della nazionale in Iraq. La federcalcio irachena faticò per garantire la fornitura dei kit da gioco ai calciatori, tanto che ogni giocatore era in possesso di un solo completo, da portare con sé ovunque andasse. A metà torneo l'Iraq esaurì i completi ed effettuò un ordine di emergenza, rivolgendosi ad Umbro per procurarsi un kit, che aveva un design diverso dal precedente. Nel frattempo l'Iraq non aveva potuto disputare alcun incontro in patria per ragioni di sicurezza e molti dei giocatori videro i propri familiari perire durante la guerra che continuava a dilaniare il paese. La squadra fu un esempio di coesistenza pacifica di sunniti, sciiti e curdi.
Il cammino dell'Iraq in Coppa d'Asia iniziò in sordina, con un pareggio per 1-1 contro la Thailandia, tra le nazioni che ospitavano l'evento. Nel secondo match la squadra del CT brasiliano colse, però, un clamoroso successo per 3-1 contro l'Australia, squadra composta da molti calciatori militanti nella Premier League inglese e indicata alla vigilia tra le favorite per la vittoria del torneo. Il gol iracheno di Nashat Akram fu pregevole dato che fu realizzato direttamente da calcio di punizione. Il pareggio nel terzo incontro con l'Oman fu sufficiente agli iracheni per qualificarsi alla fase a eliminazione diretta. Ai quarti di finale l'Iraq eliminò il Vietnam (2-0) grazie alla doppietta di Younis Mahmoud, accedendo alla semifinale per la seconda volta nella propria storia. Qui, contro la favorita Corea del Sud, che aveva battuto l'Iraq per 3-0 in un'amichevole di appena qualche settimana prima, la squadra di Jorvan Vieira sovvertì ancora una volta i pronostici, prevalendo ai tiri di rigore. Ancora una volta fu decisivo il portiere Noor Sabri, autore di una parata cruciale. Dopo la partita un attentato suicida a Baghdad uccise 50 tifosi iracheni che celebravano l'accesso alla finale. L'Iraq fu sul punto di ritirarsi dal torneo, ma si presentò ugualmente alla finale del 29 luglio a Giacarta contro l'Arabia Saudita, che godeva dei favori del pronostico. La partita fu dominata dagli iracheni, che andarono in gol con Younis Mahmoud, il cui colpo di testa decise la partita (1-0). Per l'Iraq fu il primo storico successo nel torneo, al termine di un percorso da outsider coronato con il trionfo finale che ha pochi eguali nella storia del calcio e che fu descritto come "una favola" dalla stampa mondiale.
Nel 2008 l'Iraq non andò oltre il terzo posto nel terzo turno delle qualificazioni al campionato del mondo 2010, al quale non si qualificò. La federcalcio decise di sciogliere la nazionale, ma tornò sui propri passi e la presentò alla Coppa delle nazioni del Golfo 2009, conclusa con un'eliminazione già nella fase a gironi, senza vittorie. Il successo continentale del 2007 permise all'Iraq di partecipare, nel giugno 2009, alla Confederations Cup 2009, dalla quale la squadra uscì al primo turno pareggiando con Sudafrica e Nuova Zelanda e perdendo con la Spagna.

### Anni 2010: alti e bassi

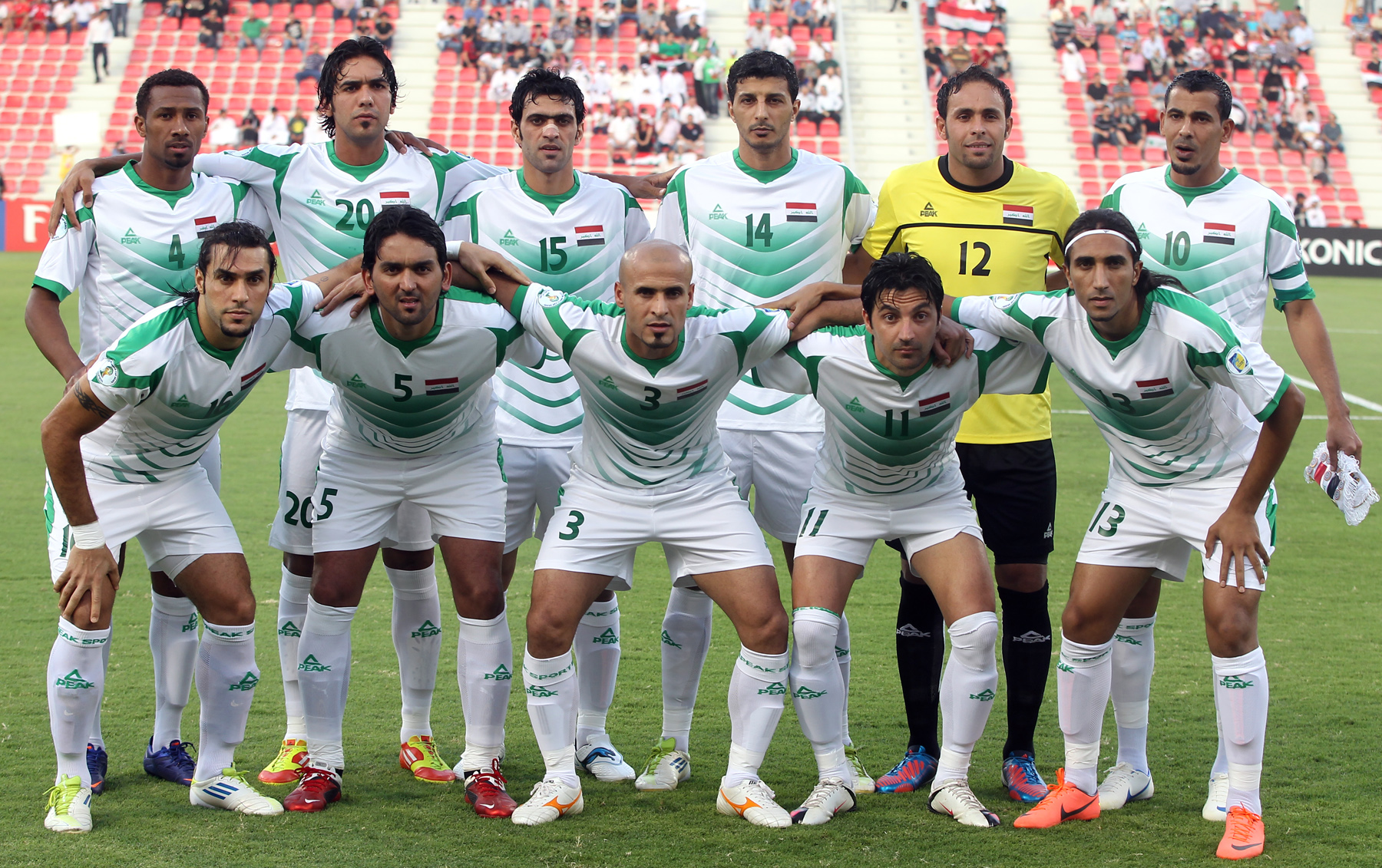
L'Iraq che affrontò l' a Doha nel 2012 per le qualificazioni al.

Sotto la guida del tedesco Wolfgang Sidka, in carica dall'agosto 2010, l'Iraq fu eliminato in semifinale sia al campionato della Federazione calcistica dell'Asia occidentale 2010 che alla Coppa del Golfo 2010. Nel 2011 fallì la difesa del titolo continentale: nell'edizione della Coppa d'Asia disputata in Qatar fu eliminato dall'Australia ai quarti di finale a causa di una rete subita al 118º minuto di gioco.
Nell'agosto 2011 Sidka fu esonerato e sostituito dalla leggenda del calcio brasiliano Zico, che ai Giochi panarabi del 2011 rimediò un'eliminazione nella fase a gironi, ma ottenne il terzo posto alla Coppa araba 2012.
Nel novembre 2012 Zico si dimise con la squadra al terzo posto del proprio girone di qualificazione al Mondiale. Le dimissioni fecero da preludio a due finali perse dall'Iraq, nel campionato della Federazione calcistica dell'Asia occidentale 2012 e nella Coppa del Golfo del 2013 contro gli Emirati Arabi Uniti.
L'Iraq riuscì ad accedere al quarto turno delle qualificazioni AFC al Mondiale di campionato del mondo 2014, ma qui concluse il girone all'ultimo posto. Al campionato della Federazione calcistica dell'Asia occidentale 2014 partecipò con la nazionale Under-23, che uscì nella fase a gironi. Nella Coppa del Golfo del 2014 chiuse con l'ultimo posto nel girone, risultato che portò all'esonero del CT Hakeem Shaker e alla nomina di Radhi Shenaishil.
Malgrado la scarsa preparazione, Shenaishil guidò i suoi alla semifinale della Coppa d'Asia 2015, persa contro la Corea del Sud. Nella finale per il terzo posto l'Iraq fu sconfitto dagli Emirati Arabi Uniti e chiuse il torneo al quarto posto, miglior piazzamento dal 2007. Il cammino nella coppa continentale incluse anche l'eliminazione dell'Iran, costretto al pari (3-3) e poi estromesso ai tiri di rigore. Younis Mahmoud, l'eroe del trionfo del 2007, divenne il primo calciatore della storia a segnare in quattro diverse edizioni della Coppa d'Asia.
Shenaishil tornò ad allenare il Qauar SC e al suo posto fu ingaggiato Akram Salman, che tuttavia fu immediatamente esonerato dopo aver perso per 4-0 nella Coppa Kirin 2015 contro il Giappone. Il nuovo CT Yahya Alwan riuscì a qualificare i suoi alla fase finale della Coppa d'Asia 2019, la prima allargata a 24 squadre, e al terzo turno delle eliminatorie AFC del campionato del mondo 2018. Ciononostante, a causa delle scarse prestazioni fornite nelle qualificazioni, fu sollevato dall'incarico e rimpiazzato con Radhi Shenaishil.
Dopo aver perso cinque delle prime sette partite del girone, nell'aprile 2017 l'Iraq fu eliminato dalla corsa al Mondiale e Radhi Shenaishil fu esonerato e sostituito da Basim Qasim, il quale guidò gli iracheni nelle restanti partite del girone di qualificazione Mondiale e alla semifinale Coppa delle nazioni del Golfo 2017-2018, dove la squadra fu eliminata dagli Emirati Arabi Uniti.
Il 3 settembre 2018 la panchina dell'Iraq fu affidata, con contratto triennale, allo sloveno Srečko Katanec, che esordì il 10 settembre pareggiando per 2-2 in amichevole sul campo del Kuwait. L'Iraq perse poi un'amichevole contro l'Argentina, ma nelle successive quattro amichevoli ottenne due pareggi e due vittorie. L'esordio nella fase finale della Coppa d'Asia 2019 avvenne l'8 gennaio ad Abu Dhabi, dove il Vietnam fu sconfitto per 3-2. Grazie al 3-0 contro lo Yemen e allo 0-0 contro l'Iran, l'Iraq ebbe accesso come seconda classificata nel girone (per una differenza reti sfavorevole rispetto agli iraniani) agli ottavi di finale, dove fu eliminato dal Qatar (1-0).

### Anni 2020: nuove speranze
Sotto la gestione di Katanec, la nazionale irachena raggiunse il terzo turno delle eliminatorie asiatiche del campionato del mondo 2022 con 5 vittorie in 8 partite, compreso un 2-1 ai danni dell'Iran. Positiva fu anche la partecipazione al Coppa delle nazioni del Golfo 2019, dove la squadra raggiunse le semifinali e fu eliminata dal Bahrein ai tiri di rigore. Dal 2019 al 2021 l'Iraq ottenne una striscia di imbattibilità di 19 partite, prima delle dimissioni di Katanec, rassegnate nel luglio 2021, lamentando stipendi non pagati da sei mesi e presentando una vertenza presso la FIFA.
Nell'agosto 2021 a Katanec subentrò il CT olandese Dick Advocaat, che si dimise a novembre, dopo aver ottenuto 3 pari e subito 3 sconfitte in 6 partite di qualificazione al campionato del mondo 2022. Il successore, Abdul Ghani Shahad, condusse i suoi nelle fasi conclusive del girone A di terza fase delle eliminatorie di Qatar 2022, chiuse dall'Iraq al quarto posto in classifica. Concludere la seconda fase tra i migliori secondi fu però un risultato sufficiente perché gli iracheni ottenessero il pass anche per la Coppa d'Asia 2023.
Passata sotto la guida dello spagnolo Jesús Casas, la squadra si aggiudicò la Coppa delle nazioni del Golfo 2023, disputata in casa (primo torneo internazionale ospitato dall'Iraq dal 1979), battendo in finale l'Oman per 3-2 e ottenendo così il quarto trofeo nella competizione. Nella fase a gironi della Coppa d'Asia si piazzò al primo posto nel raggruppamento battendo Indonesia (3-1), Giappone (2-1) e Vietnam (3-2); agli ottavi, però, fu eliminato a sorpresa dalla Giordania per 3-2, beffato da due gol segnati nei minuti di recupero.

## Commissari tecnici
- Dhia Habib (1950)
- Ismail Mohammed (1957)
- Shawqi Aboud (1959)
- Hadi Abbas (1959)
- Cornel Drăgușin (1962-1963)
- Shawqi Aboud (1963-1964)
- Adil Basher (1964)
- Shawqi Aboud (1965)
- Adil Basher (1966)
- Jalil Shihab (1967)
- Abdelilah Mohammed Hassan (1968)
- Adil Basher (1968)
- Ljubomir Kokeza (1969)
- Yuri Illichev (1969-1971)
- Adil Basher (1971-1972)
- Abdelilah Mohammed Hassan (1972)
- Teleki Gyula (1973)
- Thamir Muhsin (1973)
- Wathiq Naji (1974)
- Jalil Shihab (1974)
- Thamir Muhsin (1974)
- Wathiq Naji (1975)
- Danny McLennan (1975-1976)
- Lenko "Kaka" Grčić (1976-1978)
- Jamal Salih (1978)
- Emmanuel "Ammo" Baba (1978-1980)
- Wathiq Naji (1980)

- Anwar Jassam (1980)
- Vojo Gardašević (1981)
- Douglas Aziz (1981)
- Emmanuel "Ammo" Baba (1981-1984)
- Anwar Jassam (1985)
- Akram Ahmad Salman (1985)
- Wathiq Naji (1985)
- Jorge Vieira (1985)
- Eduardo Antunes Coimbra (1986)
- Zé Mário (1986)
- Evaristo de Macedo (1986)
- Akram Ahmad Salman (1986)
- Emmanuel "Ammo" Baba (1987-1988)
- Jamal Salih  (1988)
- Emmanuel "Ammo" Baba (1988-1989)
- Anwar Jassam (1989-1990)
- Jurij Morozov (1990)
- Adnan Dirjal (1992-1993)
- Emmanuel "Ammo" Baba (1993)
- Anwar Jassam (1995-1996)
- Emmanuel "Ammo" Baba (1996)
- Yahya Alwan (1996-1997)
- Ayoub Odisho (1997)
- Emmanuel "Ammo" Baba (1997)
- Akram Ahmad Salman (1998)
- Najih Humoud (1999)
- Adnan Hamad (2000)

- Milan Živadinović (2000-2001)
- Adnan Hamad (2001)
- Rudolf Belin (2001)
- Adnan Hamad (2002)
- Bernd Stange (2002-2004)
- Adnan Hamad (2004)
- Akram Ahmad Salman (2005-2007)
- Jorvan Vieira (2007)
- Egil "Drillo" Olsen (2007-2008)
- Adnan Hamad (2008)
- Jorvan Vieira (2008-2009)
- Radhi Shenaishil (2009)
- Bora Milutinović (2009)
- Nadhim Shaker (2009-2010)
- Wolfgang Sidka (2010-2011)
- Zico (2011-2012)
- Hakeem Shakir (2012-2013)
- Vladimir Petrović (2013)
- Hakeem Shakir (2013-2014)
- Radhi Shenaishil (gen. 2015-feb. 2015)
- Akram Salman (feb. 2015-lug. 2015)
- Yahya Alwan (ago. 2015-2016)
- Abdul Ghani Shahad (apr. 2016), ad interim
- Radhi Shenaishil (apr. 2016-apr. 2017)
- Basim Qasim (mag. 2017-ago. 2018)
- Srečko Katanec (set. 2018-lug. 2021)
- Dick Advocaat (ago.-nov. 2021)
- Abdul Ghani Shahad (feb.-nov. 2022), ad interim
- Jesús Casas (nov. 2022-mar.2025)
- Graham Arnold (mag. 2025-)

## Partecipazioni al campionato mondiale
- Dal 1930 al 1970 - Non partecipante
- 1974 - Non qualificata
- 1978 - Ritirata
- 1982 - Non qualificata
- 1986 - Primo turno
- Dal 1990 al 2022 - Non qualificata

### Risultati al campionato mondiale 1986
| Arbitro: | Ackong |

|  |           |            |
|  | Marcatori | 35’ Romero |

| Arbitro: | Díaz |

|           |           |                              |
| Radhi 59’ | Marcatori | 16’ Scifo 19’ (rig.) Claesen |

| Arbitro: | Petrović |

|  |           |              |
|  | Marcatori | 54’ Quirarte |

## Partecipazioni alla Coppa d'Asia
- Dal 1956 al 1968 - Non partecipante
- 1972 - Primo turno
- 1976 - Quarto posto
- Dal 1980 al 1992 - Non partecipante
- 1996 - Quarti di finale
- 2000 - Quarti di finale
- 2004 - Quarti di finale
- 2007 - Vincitrice
- 2011 - Quarti di finale
- 2015 - Quarto posto
- 2019 - Ottavi di finale
- 2023 - Ottavi di finale

## Partecipazioni al Campionato di calcio della Federazione calcistica dell'Asia occidentale
- 2000 - Terzo posto
- 2002 - Vincitrice
- 2004 - Quarto posto
- 2007 - Secondo posto
- 2008 - Ritirata
- 2010 - Semifinalista
- 2012 - Secondo posto
- 2014 - Primo turno[27]
- 2019 - Secondo posto

## Partecipazioni alla Coppa delle nazioni del Golfo
- 4 vittorie (1979, 1984, 1988, 2023)
- 2 secondi posti (1976, 2013)
- 2 terzi/quarti posti (2010, 2017-18)

## Palmarès
- Coppa d'Asia: 1

2007
- Coppa araba FIFA: 4

1964, 1966, 1985, 1988
- Coppa delle nazioni del Golfo: 4

1979, 1984, 1988, 2023
- Campionato dell'Asia occidentale: 4

2000, 2004, 2007, 2008
- Giochi asiatici: 1

1982
- Giochi panarabi: 1

1985
- Giochi dell'Asia occidentale: 1

2005

## Rosa attuale
Lista dei 26 giocatori convocati da Jesús Casas per le gare di qualificazione al campionato mondiale di calcio 2026 contro Indonesia e Vietnam.
Presenze e reti aggiornate all'11 giugno 2024, dopo la partita con il Vietnam.
| 1  | P | Kumel Al-Rekabe | 19 agosto 2004    | 0  | 0   | Naft Al-Basra          |  |  |
| 12 | P | Jalal Hassan    | 18 maggio 1991    | 83 | -71 | Al-Zawraa              |  |  |
|    | P | Ali Kadhim      | 24 ottobre 1997   | 0  | 0   | Zakho                  |  |  |
| 22 | P | Hussein Hasan   | 15 novembre 2002  | 0  | 0   | Al-Karkh               |  |  |
|    |   |                 |                   |    |     |                        |  |  |
| 5  | D | Rebin Sulaka    | 12 aprile 1992    | 42 | 1   | Seoul                  |  |  |
| 3  | D | Hussein Ali     | 1º marzo 2002     | 12 | 1   | Heerenveen             |  |  |
|    | D | Ahmed Maknzi    | 24 settembre 2001 | 0  | 0   | Erbil                  |  |  |
|    | D | Saad Natiq      | 19 marzo 1994     | 41 | 1   | Al-Quwa Al-Jawiya      |  |  |
| 2  | D | Manaf Younis    | 16 novembre 1996  | 16 | 1   | Al-Shorta              |  |  |
| 4  | D | Akam Hashim     | 16 agosto 1998    | 1  | 0   | Erbil                  |  |  |
| 23 | D | Mustafa Saadoon | 25 maggio 2001    | 3  | 0   | Al-Quwa Al-Jawiya      |  |  |
| 15 | D | Ahmed Yahya     | 27 maggio 1997    | 8  | 0   | Al-Shorta              |  |  |
| 6  | D | Zaid Tahseen    | 29 gennaio 2001   | 11 | 1   | Al-Talaba              |  |  |
|    |   |                 |                   |    |     |                        |  |  |
| 8  | C | Ibrahim Bayesh  | 1º maggio 2000    | 55 | 6   | Al-Quwa Al-Jawiya      |  |  |
| 14 | C | Zidane Iqbal    | 27 aprile 2003    | 12 | 1   | Utrecht                |  |  |
| 13 | C | Bashar Resan    | 22 dicembre 1996  | 64 | 4   | Al-Markhiya            |  |  |
| 16 | C | Amir Al-Ammari  | 27 luglio 1997    | 31 | 2   | Halmstad               |  |  |
| 20 | C | Osama Rashid    | 13 gennaio 1992   | 37 | 2   | Vizela                 |  |  |
|    | C | Safaa Hadi      | 14 agosto 1998    | 38 | 1   | Tractor                |  |  |
| 9  | C | Mohamed Al-Taay | 15 maggio 2000    | 1  | 0   | Wellington Phoenix     |  |  |
| 11 | C | Louaï Al-Ani    | 12 luglio 1997    | 3  | 0   | Al-Zawraa              |  |  |
| 19 | C | Youssef Amyn    | 21 agosto 2003    | 10 | 1   | Eintracht Braunschweig |  |  |
| 21 | C | Marko Farji     | 16 marzo 2004     | 0  | 0   | Strømsgodset           |  |  |
|    |   |                 |                   |    |     |                        |  |  |
| 10 | A | Mohanad Ali     | 20 giugno 2000    | 48 | 20  | Al-Shorta              |  |  |
| 17 | A | Ali Jasim       | 20 gennaio 2004   | 13 | 2   | Como                   |  |  |
| 18 | A | Aymen Hussein   | 22 marzo 1996     | 76 | 27  | Al-Quwa Al-Jawiya      |  |  |

## Tutte le rose

### Mondiali
Coppa del Mondo FIFA 19861 Hammoudi, 2 Ibrahim, 3 Kh. Allawi, 4 N. Shaker, 5 S. Shaker, 6 Hussein, 7 H. Mohamed, 8 Radhi, 9 Saddam, 10 Saeed, 11 Hamed, 12 Ali, 13 Ka. Allawi, 14 Gorgis, 15 Hashim, 16 Mahmoud, 17 Obid, 18 I. Mohamed, 19 Qassim, 20 Nasif, 21 Jassim, 22 Oraibi, CT: Evaristo

### Coppa d'Asia
Coppa d'Asia 19961 Hashim, 2 Kadhim, 3 Khalid, 4 Hanoon, 5 Shenaishil, 6 Hamad, 7 Sabbar, 8 Jassim, 9 Wahaib, 10 Chathir, 11 S. Abbas, 12 Mahmoud, 14 Naama, 15 Fawzi, 16 Abdul-Jabar, 17 Hussein, 18 H. Abbas, 19 Daham, 21 Ali Hussein, 22 Zaidan, CT: Alwan
Coppa d'Asia 20001 Khamis, 2 Mahmoud, 3 Saadoun, 4 Hanoon, 5 Hadi, 6 Tariq, 7 Adnan, 8 Mohammed, 9 Abdul-Jabar, 10 A. Obeid, 11 Jeayer, 12 Hashim, 13 Rahim, 14 Hamad, 15 Chathir, 16 H. Obeid, 17 Hussein, 18 Kadhim, 20 Fawzi, 21 Abdul-Hussein, 22 Habib, 25 Al-Hail, CT: Živadinović
Coppa d'Asia 20041 Taleb, 2 Attiya, 3 Abbas, 4 Abdul-Jabar, 6 Sadir, 7 E. Mohammed, 9 Farhan, 10 Mahmoud, 11 H. Mohammed, 12 Abdul-Razzaq, 13 Sabah, 14 Abdul-Amir, 15 Turki, 16 Mnajed, 17 Salah, 18 Karim, 19 Akram, 21 Jaber, 22 Noor, 23 Raad, 24 Munir, 25 Al-Hail, CT: Hamad
Coppa d'Asia 20071 Jaber, 2 Ghulam, 3 B. Abbas, 4 Ibrahim, 5 Akram, 6 Sadir, 7 A. Abbas, 8 Kobi, 9 Nasser, 10 Mahmoud, 11 Mohammed, 12 Abdul-Razzaq, 13 Jassim, 14 Abdul-Amir, 15 Rehema, 16 Mnajed, 17 Salah, 18 Karim, 19 Kadhim, 20 N. Abbas, 21 Munir, 22 Noor, 23 Kassid, CT: Vieira
Coppa d'Asia 20111 Mutashar, 2 Ali Karim, 3 Abbas, 4 Munir, 5 Akram, 6 Abdul-Amir, 7 E. Mohammed, 8 Samer Saeed, 9 Mu. Karim, 10 Mahmoud, 11 H. Mohammed, 12 Kassid, 13 Jassim, 14 Shakir, 15 Rehema, 16 Samal Saeed, 17 Abdul-Zahra, 18 Ma. Karim, 19 Ayad, 20 Khalid, 21 Ibrahim, 22 Raad, 23 Attiya, CT: Sidka
Coppa d'Asia 20151 Yaseen, 2 Ibrahim, 3 Bahjat, 4 Fayez, 5 Kasim, 6 Adnan, 7 Kalaf, 8 Meram, 9 Yasin, 10 Mahmoud, 11 Tariq, 12 Hasan, 13 Rashid, 14 Shakir, 15 Ismail, 16 Hussein, 17 Abdul-Zahra, 18 Saeed, 19 Kamil, 20 Hameed, 21 Abdul-Amir, 22 Hisni, 23 Salem, CT: Shenaishil
Coppa d'Asia 20191 Hasan, 2 Ibrahim, 3 Putros, 4 Natiq, 5 Fayez, 6 Ali Adnan, 7 Hadi, 8 Rashid, 9 Yasin, 10 M. Ali, 11 Tariq, 12 Kassid, 13 Resan, 14 Attwan, 15 Hisni, 16 H. Ali, 17 Ali Mhawi, 18 Hussein, 19 Dawood, 20 Hameed, 21 Abbas, 22 Sulaka, 23 Salem, CT: Katanec
Coppa d'Asia 20231 Talib, 2 Sulaka, 3 H. Ali, 4 Natiq, 5 Putros, 6 Ali Adnan, 7 Amyn, 8 Bayesh, 9 Al-Hamadi, 10 M. Ali, 11 Iqbal, 12 Hasan, 13 Resan, 14 Hashim, 15 Mohideen, 16 Al-Ammari, 17 Jasim, 18 Hussein, 19 Al-Saed, 20 Rashid, 21 Allée, 22 Basil, 23 Doski, 24 Tahseen, 25 Yahya, 26 Madjed, CT: Casas

### Confederations Cup
FIFA Confederations Cup 20091 Noor, 2 Ali Karim, 3 B. Abbas, 4 Majeed, 5 Akram, 6 Sadir, 7 E. Mohammed, 8 Salah, 9 Al-Hail, 10 Mahmoud, 11 H.W. Mohammed, 12 Kassid, 13 Jassim, 14 Shakir, 15 Rehema, 16 D. Mohammed, 17 Abdul-Zahra, 18 Karim, 19 Yassin, 20 Saeed, 21 Taleb, 22 Khalid, 23 H.M. Mohammed, CT: Milutinović